# Long Island Rail Road

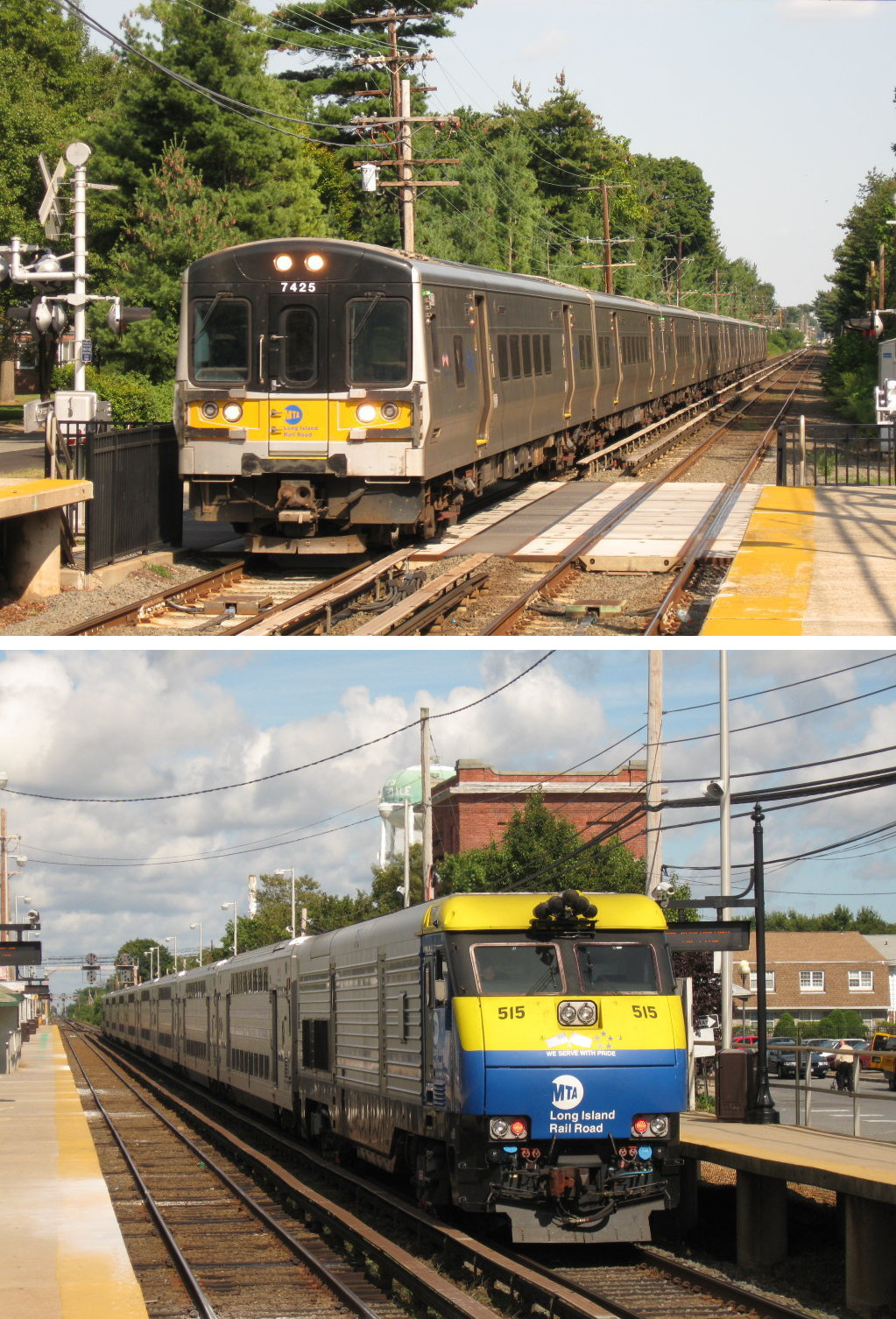
Elektrische en dieseltreinstellen van de LIRR

Kaart van Long Island met de spoorlijnen van de LIRR

Schematische weergaven van de verbindingen

De Long Island Rail Road (reporting mark LI) of LIRR is een forenzenspoornet in de Verenigde Staten dat Manhattan verbindt met stations langs de hele lengte van Long Island. Het is de drukste forenzenspoorweg in de Verenigde Staten en de oudste die nog zijn oorspronkelijke naam gebruikt. LIRR is het eigendom van de Metropolitan Transportation Authority.

## Netwerk
De LIRR heeft meer dan 1100 km spoor en 124 stations. De LIRR bediende op werkdagen 311.000 klanten als gemiddeld passagiersaantal in 2018. In topjaar 2016 bediende men zelfs gemiddeld bijna 355.000 klanten.
Naast forenzen vervoert de LIRR ook reizigers naar bijvoorbeeld The Hamptons, een populaire weekendbestemming voor welgestelde New Yorkers.
De Main Line loopt van Long Island City in Queens naar Greenport in het uiterste noordoosten van Long Island. Op deze lijn zijn vele vertakkingen, een belangrijk deel daarvan splits af vanuit Jamaica Station. Een belangrijke aftakking is Montauk Branch, de lijn naar Montauk gelegen op het zuidoostelijke eind van het eiland, een lijn langs de volledige zuidelijke kuststrook. Andere aftakkingen lopen tot onder meer  Port Washington, Oyster Bay, Port Jefferson (in Brookhaven), Long Beach, Hempstead en The Rockaways.
Voor de LIRR werd van 2007 tot 2023 gewerkt aan de East Side Access, een gigantisch infrastructuurproject waarmee via de 63rd Street Tunnel het LIRR netwerk werd verbonden met een nieuw terminal Grand Central Madison met acht perronsporen bereikbaar via vier eilandperrons onder Grand Central Terminal. De kosten waren in 2019 al opgelopen tot 12 miljard dollar.
LIRR heeft vier belangrijke stations binnen New York:
- Jamaica Station in Queens, het belangrijkste overstappunt
- Grand Central Madison, de terminal direct onder Grand Central Terminal in Manhattan, aangereden via de East Side Access en de 63rd Street Tunnel
- Pennsylvania Station (Penn Station) in Manhattan, aangereden via de East River Tunnels van Amtrak
- Atlantic Terminal in Brooklyn

## Vracht
Vracht wordt op de lijn vervoerd door de New York & Atlantic Railway sinds 1997. Er zijn 3 zijtakken van het netwerk in gebruik als goederenlijn.
Vracht is altijd al vervoerd door de LIRR en andere spoorwegmaatschappijen, maar net als elders is dit de laatste decennia sterk verminderd. In de laatste jaren wordt de noodzaak voor goederenvervoer per spoor wel weer erkend omdat het vervoer per vrachtwagen veel druk op het lokale wegennet uitoefent. Dit vervoer per vrachtwagen is overigens wel ironisch voor een regio met een van de dichtste spoorwegnetten ter wereld.
Al een eeuw lang wordt er gedacht over de Cross-Harbor Rail Tunnel, een spoortunnel onder de haven van New York tussen New Jersey en Long Island. Begin 2018 werd hiervoor een gedetailleerde studie besteld die binnen de drie jaar zou moeten opgeleverd worden.

## Spoorwegpolitie
De vroegere eigen spoorwegpolitie, opgericht in 1863, is samen met de politie-afdeling van de Metro-North Railroad opgegaan in 1998 opgegaan in het Metropolitan Transportation Authority Police Department, dat haar hoofdkwartier heeft in het station Jamaica.

## Voetnoten
1. ↑  About the MTA Long Island Rail Road
2. ↑  MTA Long Island Rail Road at a Glance - statistics